# Барангай
Баранга́й (таг. baranggay, [baraŋˈɡaj]) — термин, известный также в прошлом, как баррио (исп. barrio — «квартал»), обозначающий наименьшую единицу в административном делении на Филиппинах. Каждый город, посёлок или деревня состоят из барангаев. В русском языке ему могут приблизительно соответствовать термины «квартал», «микрорайон», «округ». Иногда его обозначают аббревиатурой — Brgy или Bgy.
Структура барангаев в её современном виде была введена в правление президента Фердинанда Маркоса, а за основу было взято старое деление городов и посёлков на кварталы (баррио), оставшееся со времени испанского колониального режима. Окончательно это деление было узаконено в Кодексе Местного Управления (исп. Código de Gobierno Local) за 1991 год.
На момент 31 декабря 2006 года на всех Филиппинских островах насчитывалось 41 995 барангаев.

## История
Первоначально барангаями называли общины (коммуны), которые могли включать от 50 до 100 родственных семей. В деревнях было от 30 до 100 домов, а население могло составлять от 100 до 500 человек. Но бывали и меньшие общины, от 20 до 30 человек. Подобные общины встречал испанский исследователь Мигель Лопес де Легаспи. А на берегах островов Висайского архипелага встречались деревни по 8-10 домов. Само слово происходит от малайско-полинезийского слова «балангай», которое обозначает большую лодку, на которых переселенцы с континента (с территории Юго-Восточной Азии) прибывали на Филиппины. В процессе миграции смысл слова немного изменился, им обозначали группу людей, принадлежащих к одному роду, несколько родственных семей.
Каждый барангай внутри более крупного поселения возглавлял старейшина, вождь, глава барангая, по-местному он назывался «дато». Прежде была наследственная система передачи власти, затем стала выборной. Термин «барангай» был введён при американском правлении — он заменил прежнее испанское понятие «баррио». Однако в разговорной речи, в быту, ещё часто употребляется старый испанский термин.

## Административное устройство
Сегодня барангай возглавляется выборным чиновником, который называется капитан (исп. el capitan del barangay, таг. punong baranggay, англ. barangay captain). Его выбирают выборщики, которые также избираются предварительно более широким кругом граждан. Ему подчиняется Совет барангая (таг. sangguniang baranggay), и кроме того каждый барангай включает также совет молодёжи (таг. Sangguniang Kabataan, SK), возглавляемый президентом.
Все барангаи объединены также в Лигу барангаев (исп. Liga de Barangayes), известную прежде как Ассоциацию капитанов барангаев (англ. Association of Barangay Captains, ABC). Президентом Лиги является Джеймс Марти Лим (James Marty Lim).